# إيلما مباديوي
إيلما كينيشوكوو مباديوي (بالإنجليزية: Elma Kenechukwu Mbadiwe)‏، هي مُمثلة نيجيرية.

## وصلات خارجية
إيلما مباديوي على موقع IMDb (الإنجليزية)